# Poggioreale
Poggioreale é uma comuna italiana da região da Sicília, província de Trapani, com cerca de 1.711 habitantes. Estende-se por uma área de 37 km², tendo uma densidade populacional de 46 hab/km². Faz fronteira com Contessa Entellina (PA), Gibellina, Monreale (PA), Salaparuta.

## Demografia
| Variação demográfica do município entre 1861 e 2011                               |
|                                                                                   |
| Fonte: Istituto Nazionale di Statistica (ISTAT) - Elaboração gráfica da Wikipedia |